# بورفيريو دياث

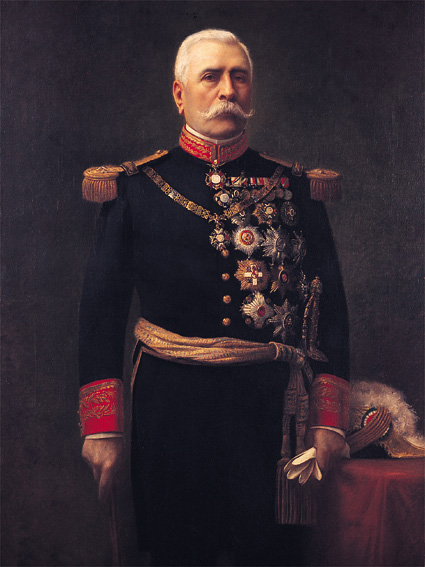
بورفيريو دياث

خوسيه دى لاكروز بورفيريو دياث موري 1830 - 1915 (بالإسبانية: Porfirio Díaz) رجل سياسي ، عسكري وجنرال جمهوري مكسيكي حكم البلاد على مدار 30 عاما في الفترة من 1876 - 1911. وقد حكم بورفيريو دياث- خلال التدخل الفرنسي - المكسيك في الفترة من 28 نوفمبر 1876 إلى 6 ديسمبر 1876 ثم من 17 فبراير 1877 إلى 30 نوفمبر 1880 ثم من ا ديسمبر 1884 إلى 25 مايو 1911 في خمسة انتخابات متتالية وهي الفترة المعروفة باسم بورفيرياتو حيث الازدهار  والسلام النسبي . وقد تميزت الفترة بإنجازات اقتصادية ملحوظة واستثمارات في مجالات الفنون والعلوم ولكن أيضاً بعدم المساواة الاقتصادية و القمع السياسي. وتحسنت البنية التحتية للبلاد كثيراً بفضل استثمارات الدول الأخرى. رغم ذلك لم تكن الناس سعداء بالحكومة أثناء حُكم بورفيرياتو، فقد كانت تجذب المستثمرين لإن أجر العمال كان منخفضاً جداً، مما شكل انقساماً اجتماعيا كبيراً : فقط مجموعة صغيرة من المستثمرين سواء كانت وطنية أو دولية كانت تزداد ثراء. أوقفت الديمقراطية بالكامل، وتم معاملة المعارضة ب قمعية تارة وبطرق وحشية تارة أخرى.
وهو ما شجع فرانسيسكو ماديرو على إعداد وثيقة عرفت بخطة دي سان لويس، وفيها دعا الشعب المكسيكي لأخذ أسلحتهم ومحاربة حكومة بورفيريو دياث في 20 نوفمبر 1910. هذا الأمر أشعل ما يعرف بالثورة المكسيكية. سجن مادرو في سان أنطونيو بولاية تكساس الأمريكية ، لكن خطته كانت سارية المفعول برغم كونه في السجن . تلقى الجيش الاتحادي الهزيمة بواسطة القوات الثورية التي قادها إيمليانو زاباتا في الجنوب، وبانشو فيلا وباسكوال أوروزكو في الشمال، وفينوستيانو كارانزا ، مما أدى إلى انسحاب بورفيريو دياث من الحكم وتقديم الاستقالة بسبب الانتفاضة التي حدثت ضده لأجل «سلام الأمة» ولينفي نفسه في فرنسا حيث مات 1915.

## جوائز
حصل على جوائز منها:
- وسام جوقة الشرف
- وسام ليوبولد
- نيشان القديس ألكسندر نيفيسكي [الإنجليزية]‏
- وسام القديسين موريس ولعازر [الإنجليزية]‏
- وسام أسد هولندا
- نيشان السيف
- نيشان المحرر
- نيشان فرسان القديس إستطفان المجري
- وسام الحمام
- نيشان كارلوس الثالث
- نيشان شير وخورشيد [الإنجليزية]‏
- Military Order of the Tower and Sword [الإنجليزية]‏